# おめかしごっこ
『おめかしごっこ』（西: Se repulen, 英: They spruce themselves up）は、フランシスコ・デ・ゴヤが1797年から1799年に制作した銅版画である。エッチング。80点の銅版画で構成された版画集《ロス・カプリーチョス》（Los Caprichos, 「気まぐれ」の意）の第51番として描かれた。権力の濫用による搾取や法の不正を風刺した作品群に属する版画で、非現実的な魔物たちの行状を描き、彼らの姿を借りることで人間社会を風刺している。マドリードのプラド美術館に準備素描が所蔵されている。

## 作品

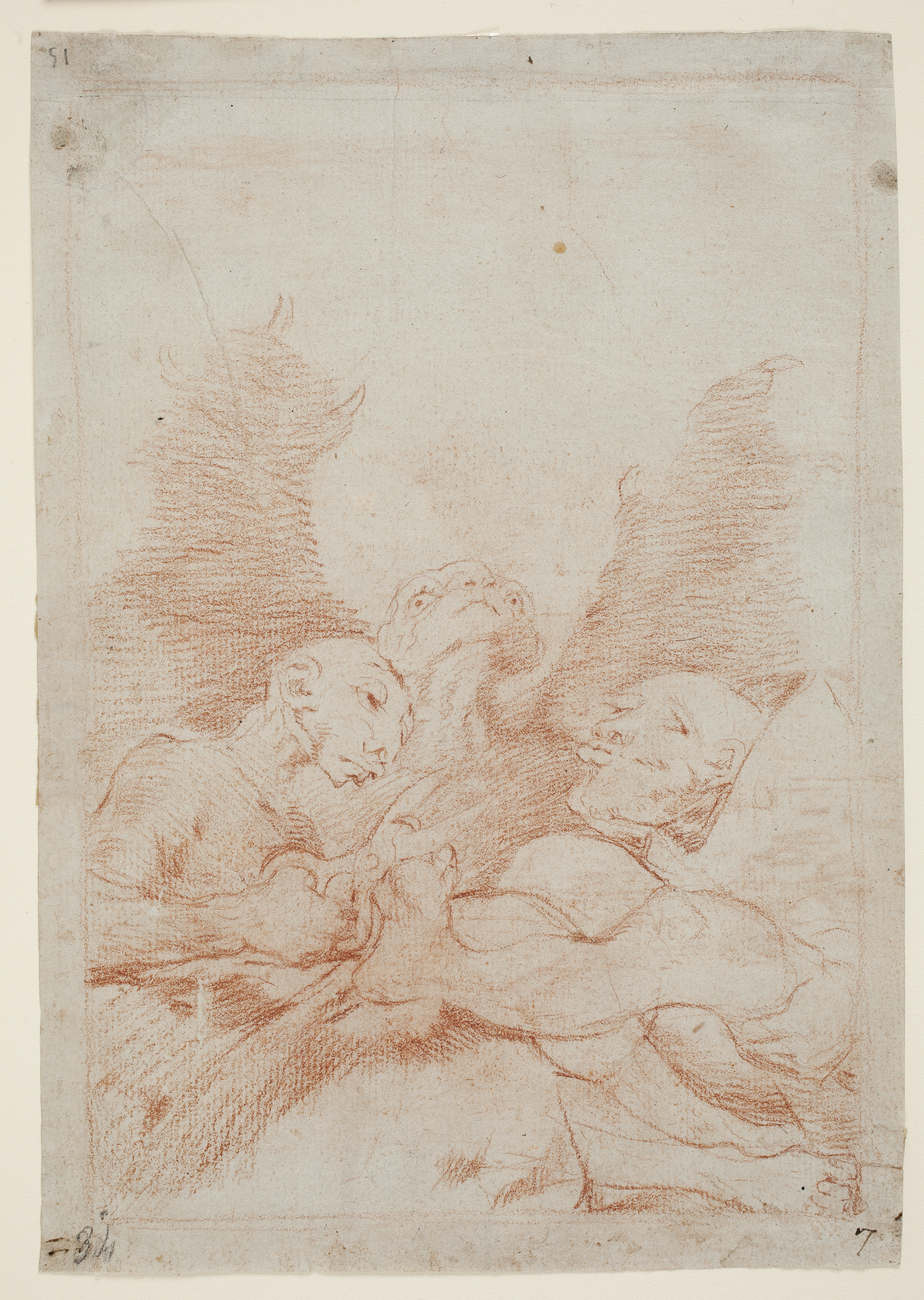
準備素描。

2人の怪物が足を伸ばした姿勢で、向かい合って座っている。画面左の怪物は鋏を持ち、もう一方の怪物が差し出した足の鉤爪を切っている。この鋏を持った怪物がすでに自身の爪を切り終えていることは、怪物の足の爪がきれいに切り整えられていることから分かる。画面中央奥では3人目の怪物がコウモリのごとき翼を広げ、2人の行為から目をそらしつつもその行為が周囲に見えないように覆い隠している。
一見すると、怪物たちが人間に化けるために身づくろいをしている光景のようである。しかしスペイン国立図書館所蔵の手稿によると、この構図の意図は明確で、「国家の財産を盗み取る役人たちは、たがいに助け合い、援助し合う。彼らの長はしばしば首を上げ、怪物のような翼で彼らを影で覆う」と記されている。ロペス・デ・アラヤ（López de Ayala） の手稿でも同様のことがより簡潔に述べられている。「爪が長い」という言葉には「盗み癖がある」という比喩的な意味があるため、おそらくゴヤは爪を切る怪物を描く一方で、怪物たちの窃盗行為を暗示させている。手稿はゴヤがこのように身だしなみを整えている怪物たちを描写することで、組織内で手を貸し合いながら公金の横領をする人間たち、中でもそれを隠蔽している政治家たちを遠回しに批判していると注釈している。
画面中央の怪物の翼など、準備素描のいくつかの細部は完成作と異なっている。版画では空に重点を置くため、画面中央の怪物は翼をより小さく低く広げている。準備素描の段階では、画面右の怪物は修道士の姿で描かれているため、ゴヤの当初の狙いが教会の腐敗を批判することにあったと考えられる。しかしこの怪物は完成作では裸の姿に変更された。おそらく、あからさまな教会批判を避けるためか、あるいはより一般的な風刺の意味を持たせるためと考えられる。

## 来歴
プラド美術館所蔵の《ロス・カプリーチョス》の準備素描は、ゴヤの死後、息子フランシスコ・ハビエル・ゴヤ・イ・バエウ（Francisco Javier Goya y Bayeu）、孫のマリアーノ・デ・ゴヤ（Mariano de Goya）に相続された。スペイン女王イサベル2世の宮廷画家で、ゴヤの素描や版画の収集家であったバレンティン・カルデレラは、1861年頃にマリアーノから準備素描を入手した。1880年に所有者が死去すると、甥のマリアーノ・カルデレラ（Mariano Carderera）に相続され、1886年11月12日の王命によりプラド美術館が彼から購入した。

## ギャラリー
関連作品

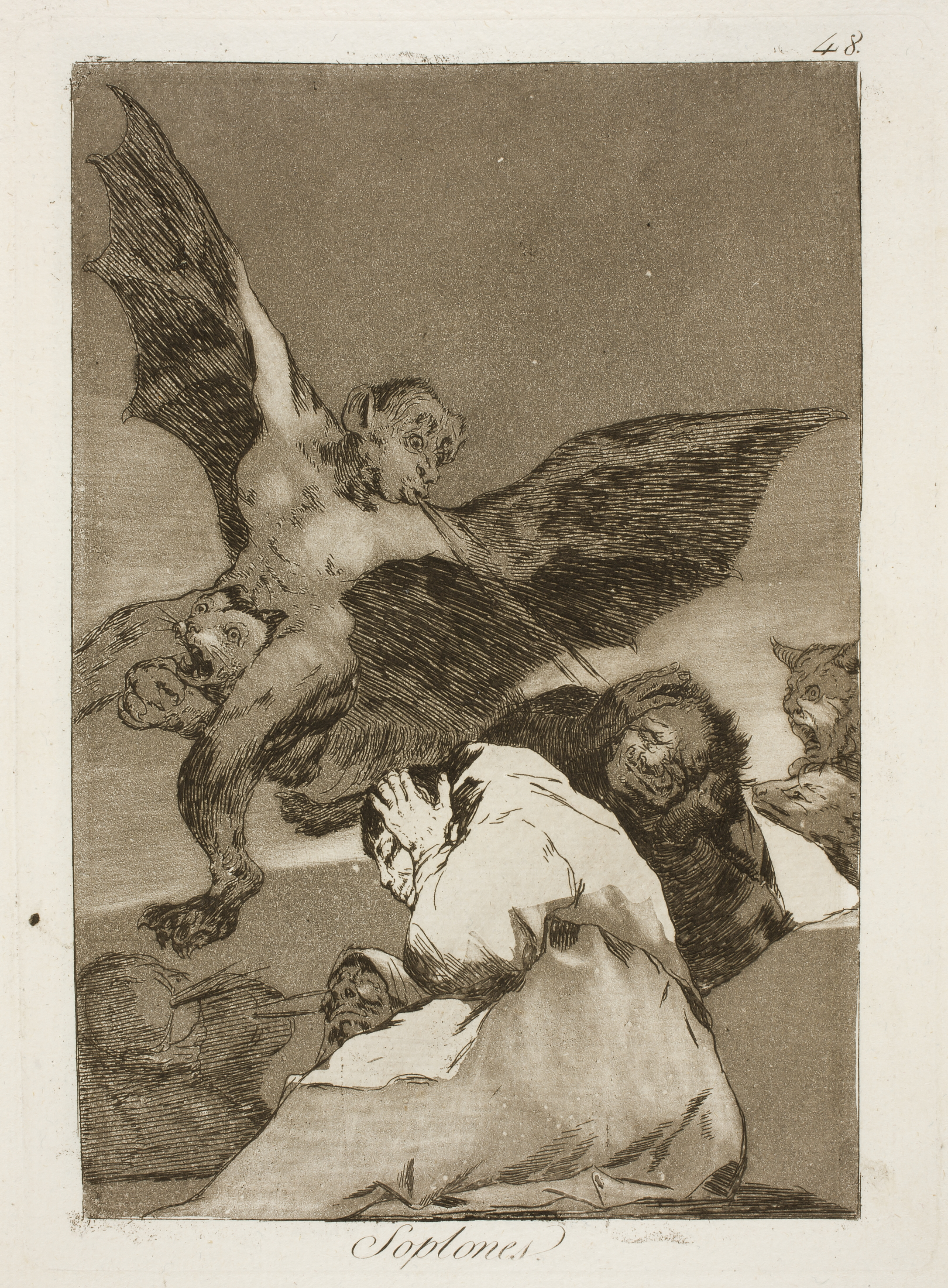
第48番「告げ口屋さん」
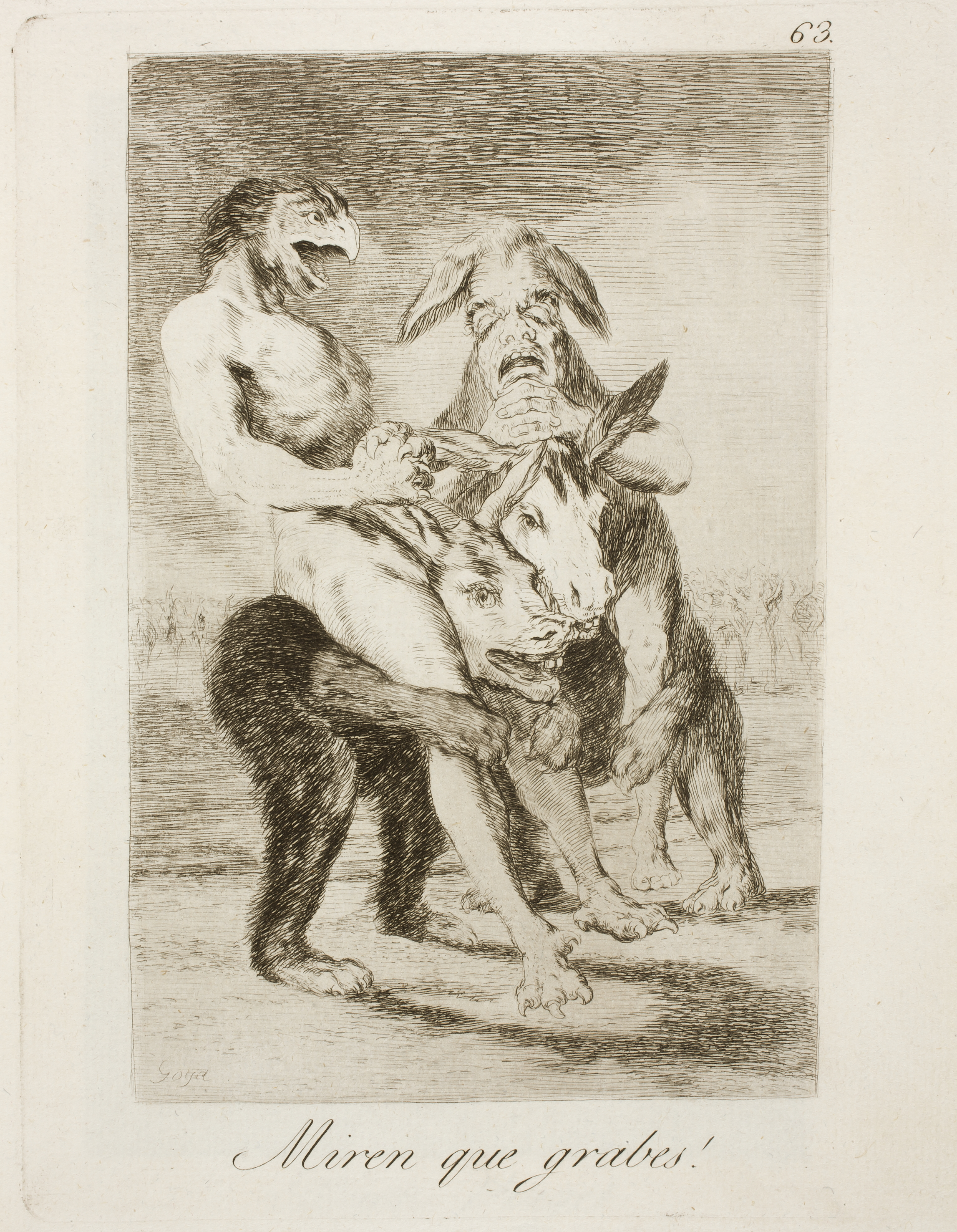
第63番「見ろ、何てもったいぶった奴らだ」」
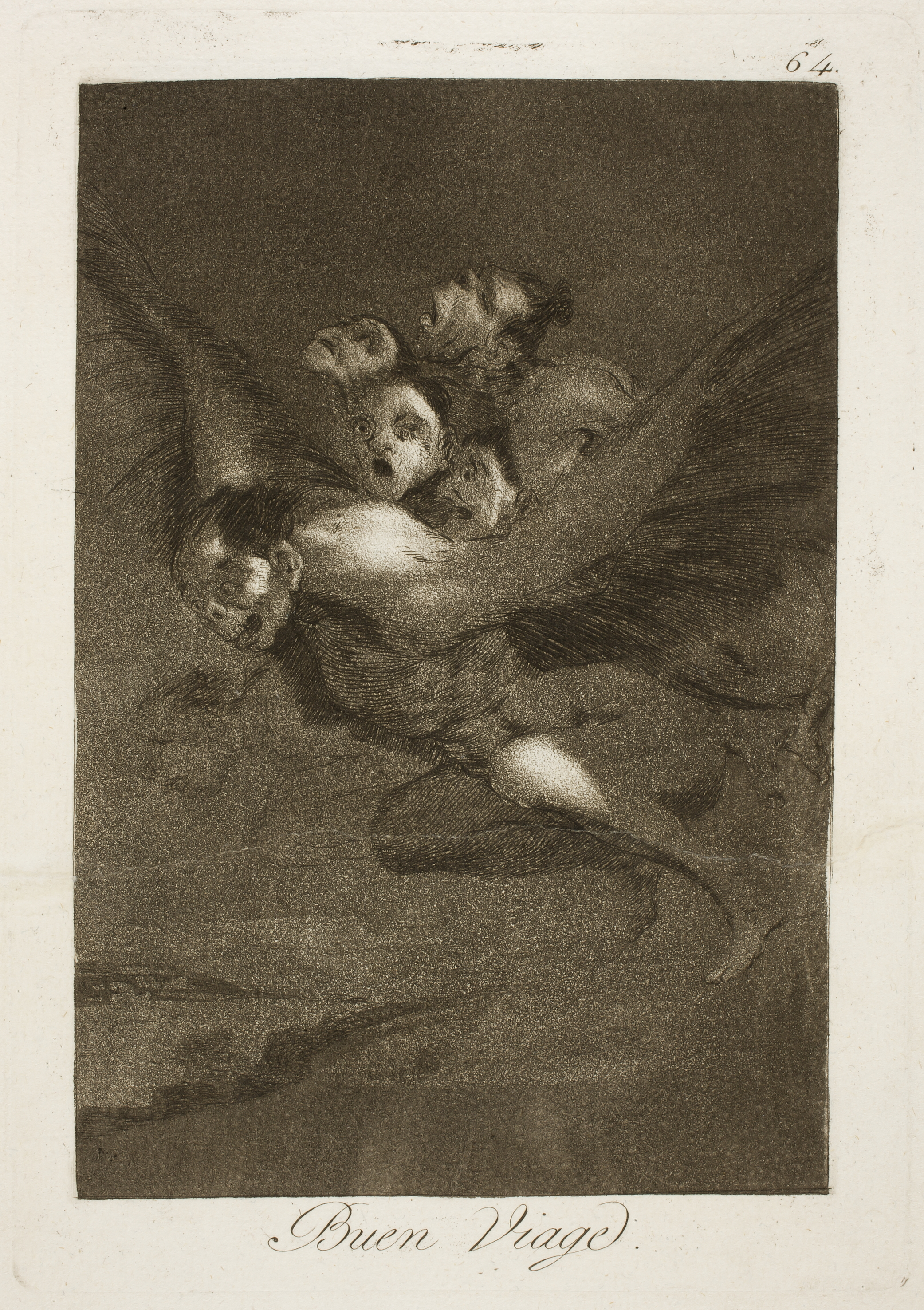
第64番「よいご旅行を」
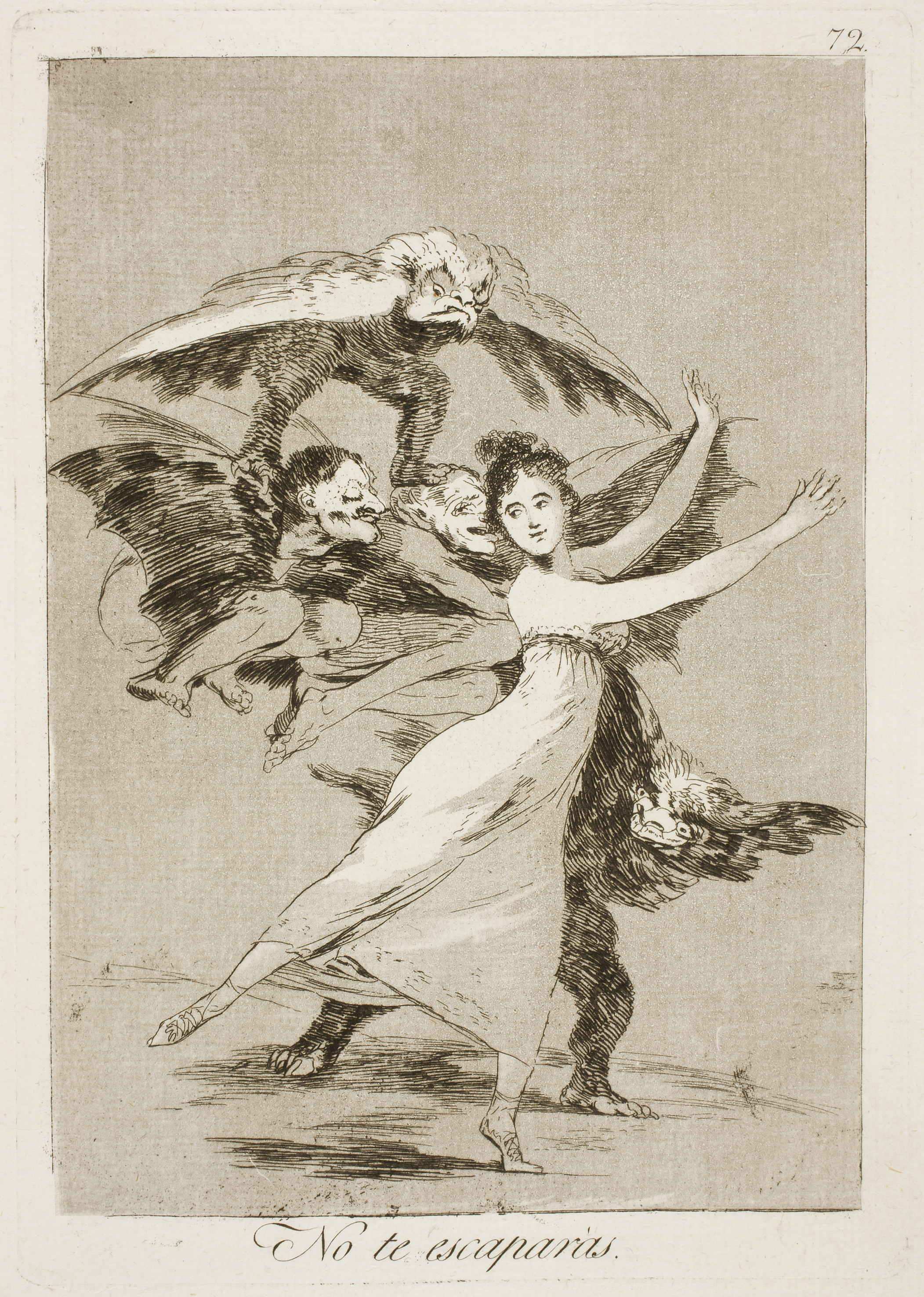
第72番「お前は逃れられまい」